# Josef František Wittoch
Josef František Wittoch (14. listopadu 1788 Miletín – 1. dubna 1871 Horní Roveň) byl český kantor a skladatel.

## Život
Narodil se v Miletíně, ale již od svých 16 let byl učitelským pomocníkem v Ostřetíně u Holic. Stal se učitelem a v Ostřetíně působil 37 let. V roce 1852 byl přeložen do Horní Rovni, kde vyučoval na místní farní škole až do své smrti v roce 1871.
Stal se zakladatelem rodu, jehož členové se po několik generací zabývali hudbou. Nejznámějším se stal jeho vnuk Karel Wittoch (1856–1907), houslista, sbormistr, skladatel a hudební pedagog.

## Dílo
Komponoval převážně chrámové skladby. V Národním muzeu jsou uloženy rukopisy:
- 16 mší
- 2 requiem
- 2 Te Deum
- 8 ofertorií
- 5 graduále

a četné další drobnější skladby (pangelingua, pastorále apod.)
Další skladby jsou v archivu Východočeského muzea v Pardubicích.